# Grand Armorial équestre de la Toison d'or
Le Grand Armorial équestre de la Toison d'or est un manuscrit enluminé contenant un armorial représentant les membres de l'ordre de la Toison d'or entre 1429 et 1461. Il s'agit de l'un des plus célèbres armoriaux médiévaux. Il est actuellement conservé à la Bibliothèque de l'Arsenal sous la cote Ms.4790.

## Historique
Le manuscrit a sans doute été commandé par un héraut d'une province dépendant du duc de Bourgogne. Il pourrait s'agir d'un proche de Jean Le Fèvre de Saint-Remy, premier héraut de l'ordre de chevalerie. Il a été régulièrement mis à jour entre la date de la fondation de l'ordre en 1430 par Philippe III de Bourgogne et 1461. Quelques blasons et figures ont été ajoutés au cours du XVIe siècle. Le manuscrit subit des mutilations au cours du siècle suivant. Au XVIIIe siècle, le manuscrit appartient à Antoine-René de Voyer de Paulmy d'Argenson, dont la bibliothèque est à l'origine des collections de la bibliothèque de l'Arsenal.
La première publication de l'armorial en fac-similé date de 1890 par le bibliothécaire Lorédan Larchey, conservateur honoraire de la bibliothèque de l'Arsenal,. La Bibliothèque nationale de France, dont la bibliothèque de l'Arsenal est un département, le numérise en 2016 et le met en ligne sur Gallica, sa bibliothèque numérique,.

## Description
Le manuscrit est composé de deux parties : 
- une première partie contenant le portrait en pleine page de 79 chevaliers de l'ordre, à cheval, en grande tenue héraldique et armés pour la joute.
- une deuxième partie contenant 942 écus provenant de toute l'Europe.

Les écus et les chevaliers sont tracés à la plume et colorés à la gouache sur papier. Certaines pages ont été laissées sans couleur. Certains chevaliers sont représentés plusieurs fois.
Les évêques et archevêques sont également représentés à cheval et en armes, ce qui constitue un motif purement conventionnel dans la mesure où les ecclésiastiques ne joutaient pas dans la réalité. D'autres manuscrits enluminés de l'époque faisaient de même, mais ils représentaient la mitre par dessus le heaume, en lieu et place d'un cimier, tandis que dans cet armorial, la mitre est tenue derrière l'évêque par des angelots.

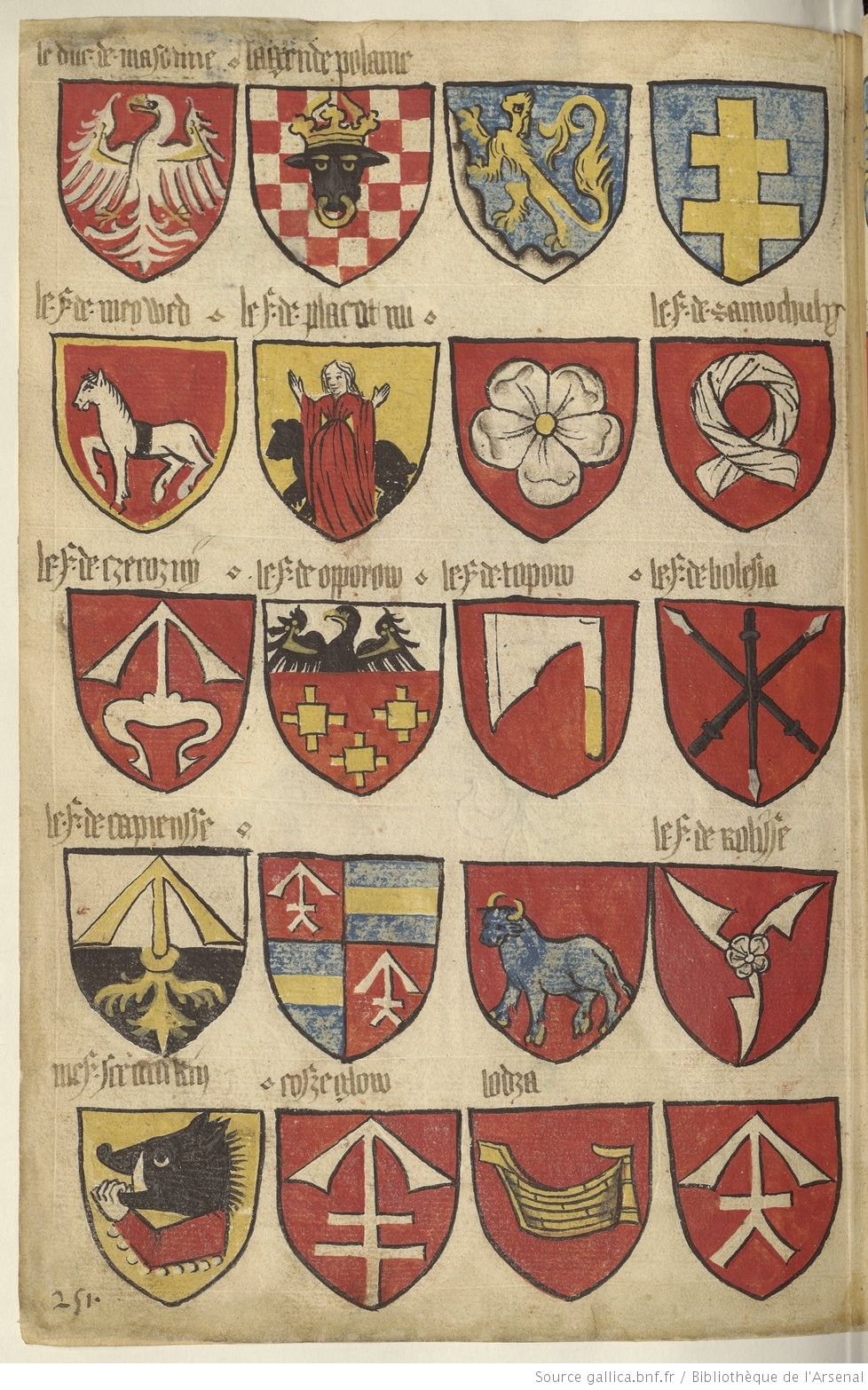
Exemple de page contenant des écus (f.149v).
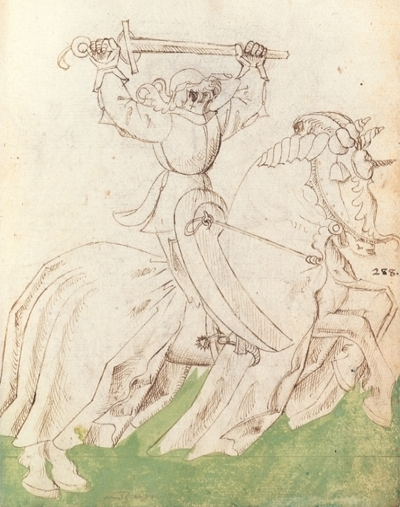
Exemple de portrait de chevalier laissé sans couleur et sans nom (f.138r).

## Portraits de chevaliers

1r. L'empereur des Romains
1v. L'archevêque de Cologne
2r. L'archevêque de Mayence
2v. L'archevêque de Trèves
4r. Le duc de Saxe
4v. Le marquis de Brandebourg
10v. Le duc de Bavière
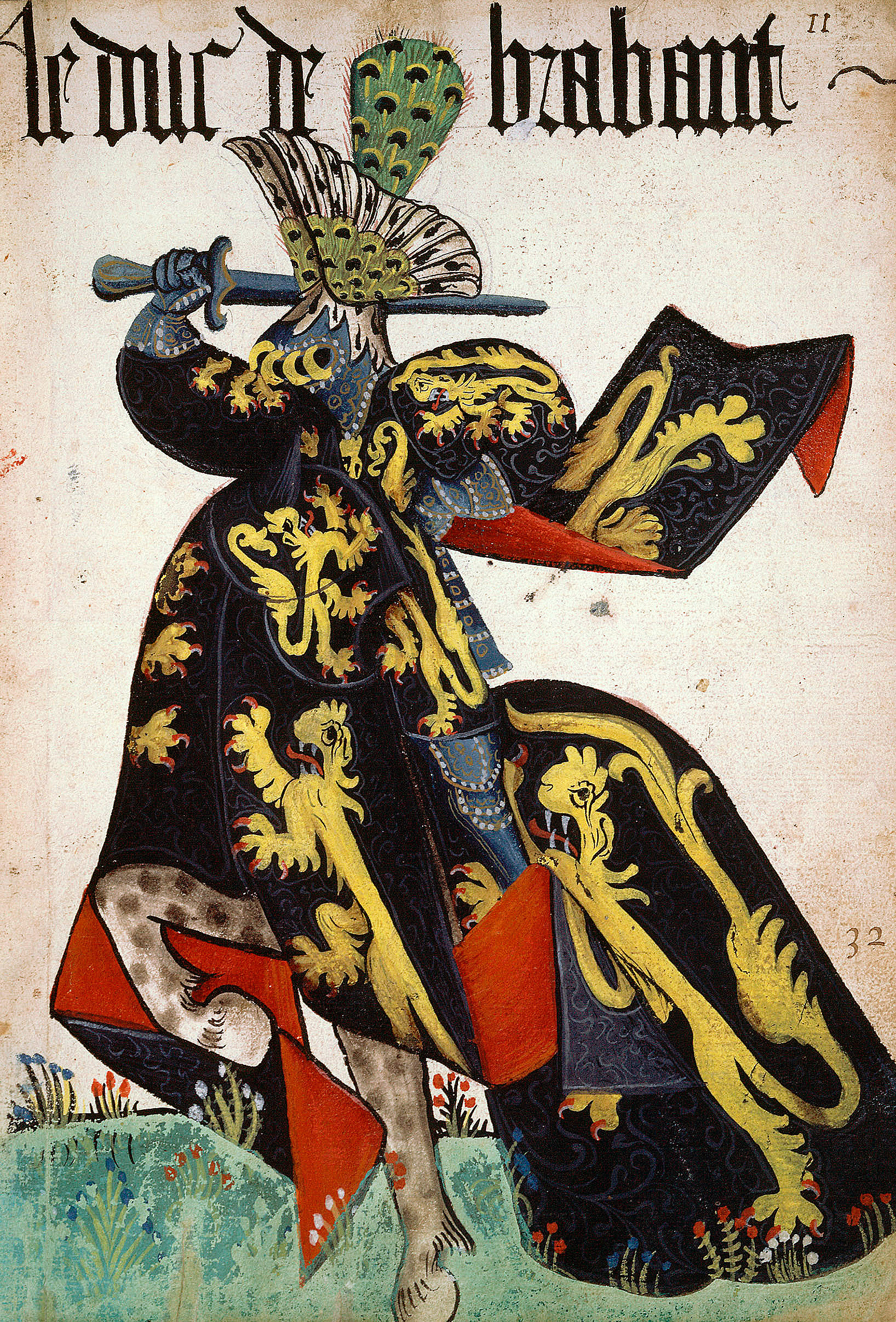
11r. Le duc de Brabant
16r. Le duc de Souabe
17v. Le duc d'Autriche
22v. Le duc de Brunswick
31r. Le duc de Limbourg
37v. Le margrave de Misnie
40v. Le duc de Luxembourg
41v. Le duc de Berg
42v. Le duc de Gueldre
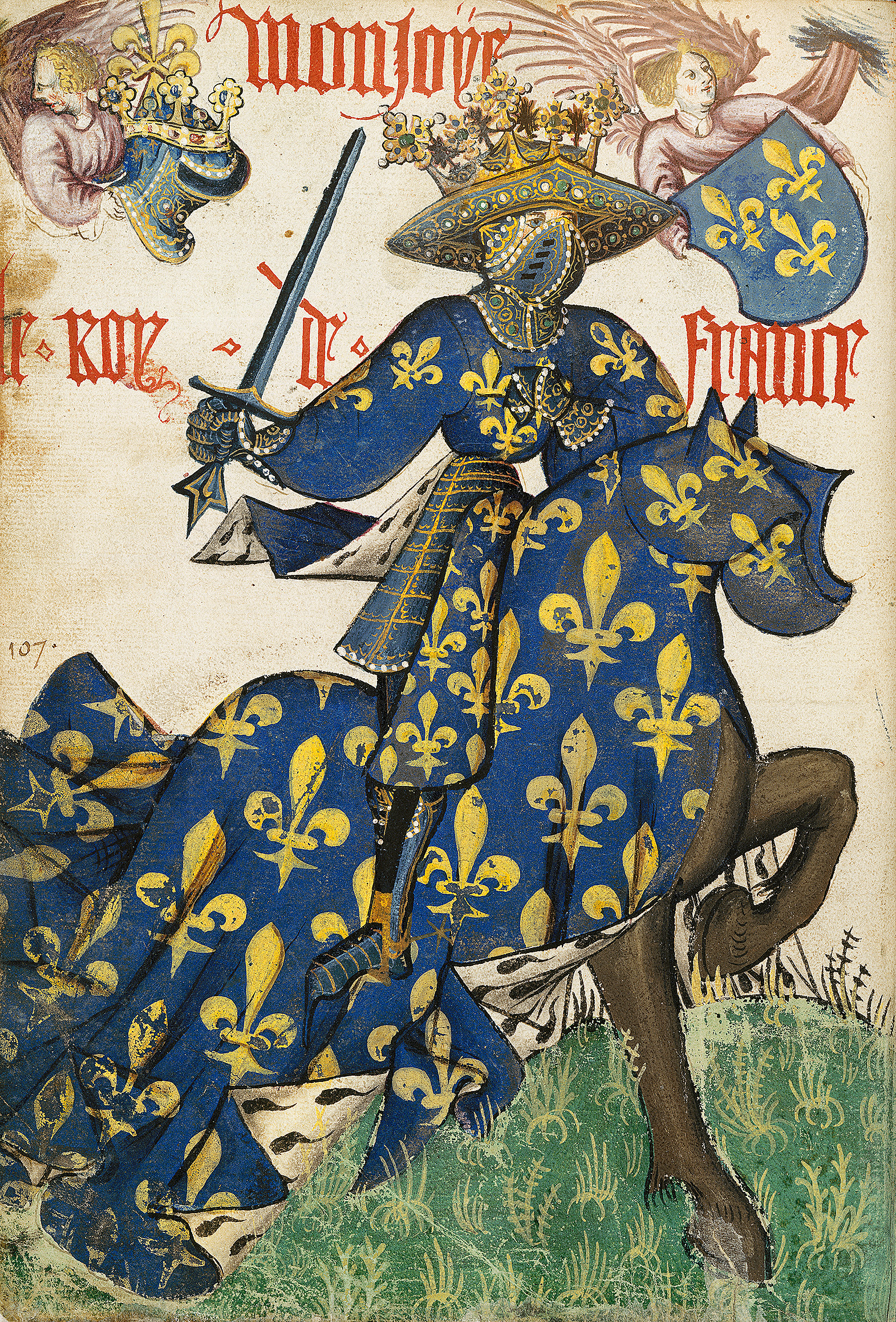
47v. Le roi de France
48r. L'archevêque de Reims
48v. L'évêque de Langres
49r. L'évêque de Laon
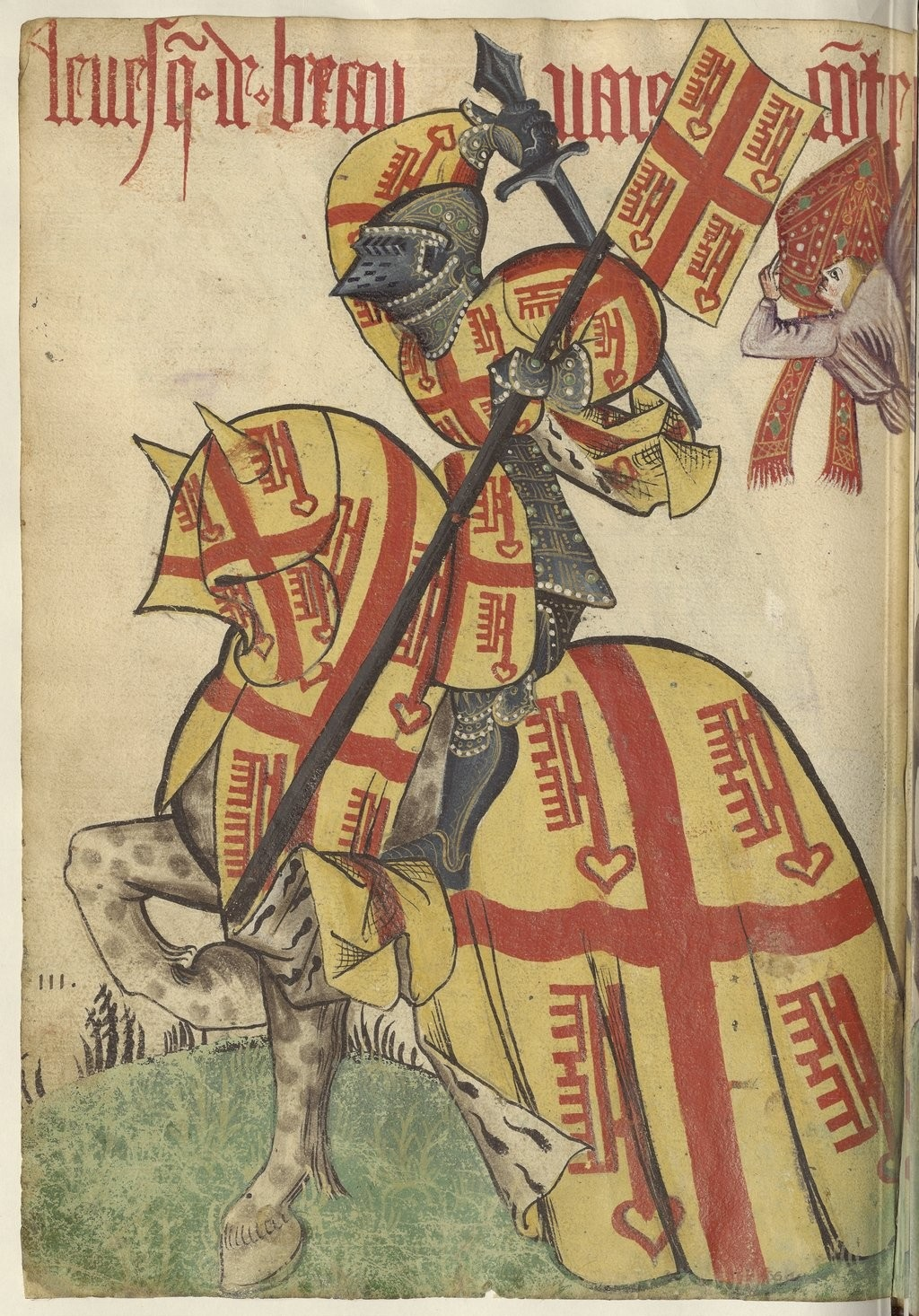
49v. L'évêque-comte de Beauvais
50r. L'évêque de Noyon
50v. L'évêque de Châlons
51r. Le duc de Bourgogne
51v. Le duc d'Aquitaine
52r. Le duc de Normandie
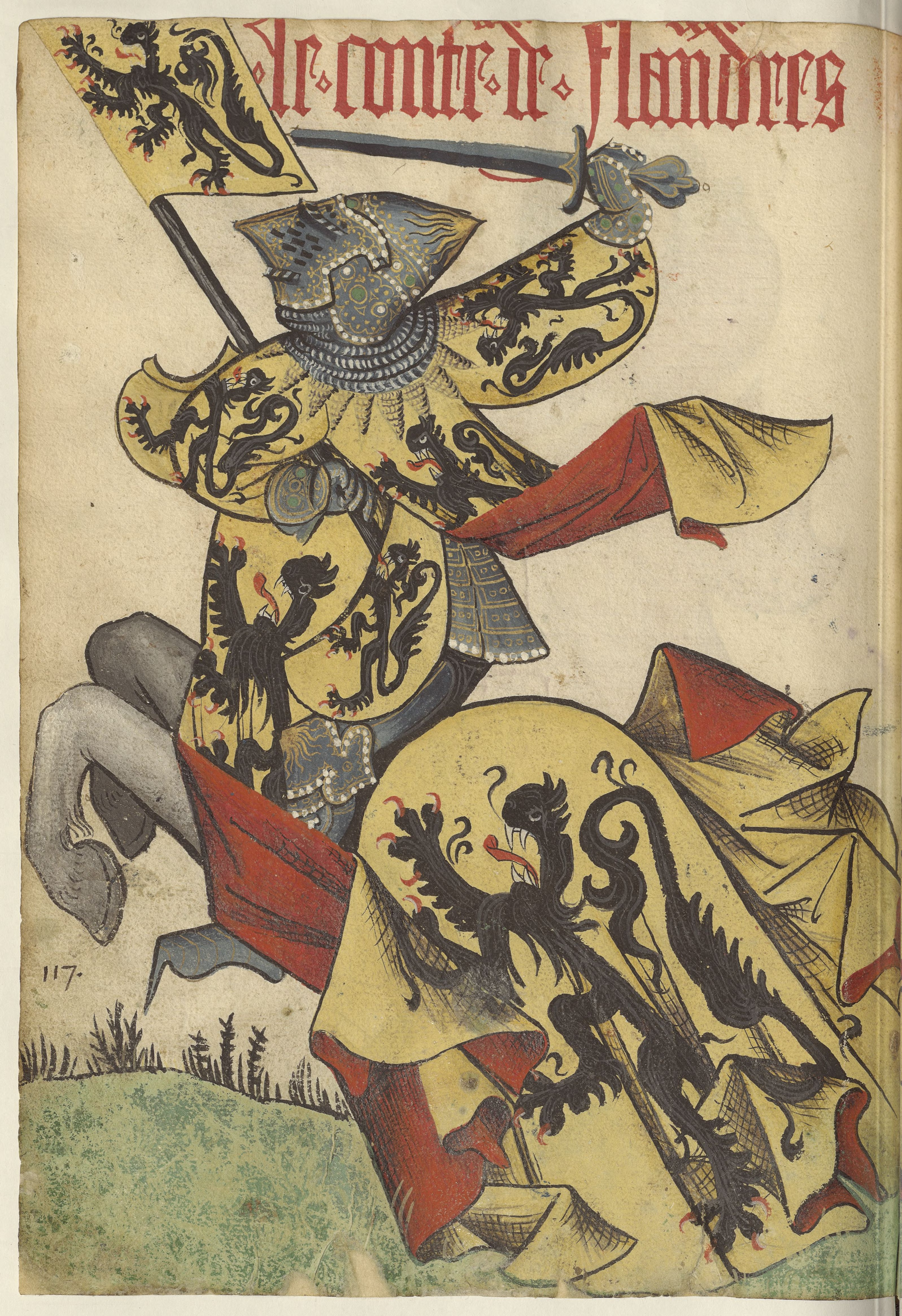
52v. Le comte de Flandre
53r. Le comte de Champagne
53v. Le comte de Toulouse
57v. Le duc de Bourgogne
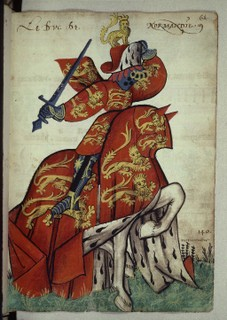
64r. Le duc de Normandie
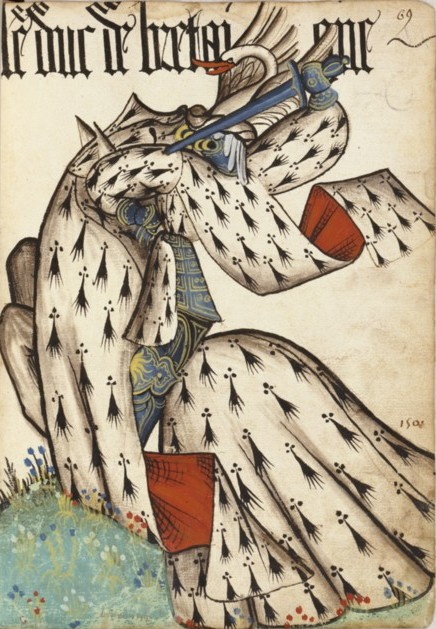
69r. Le duc de Bretagne
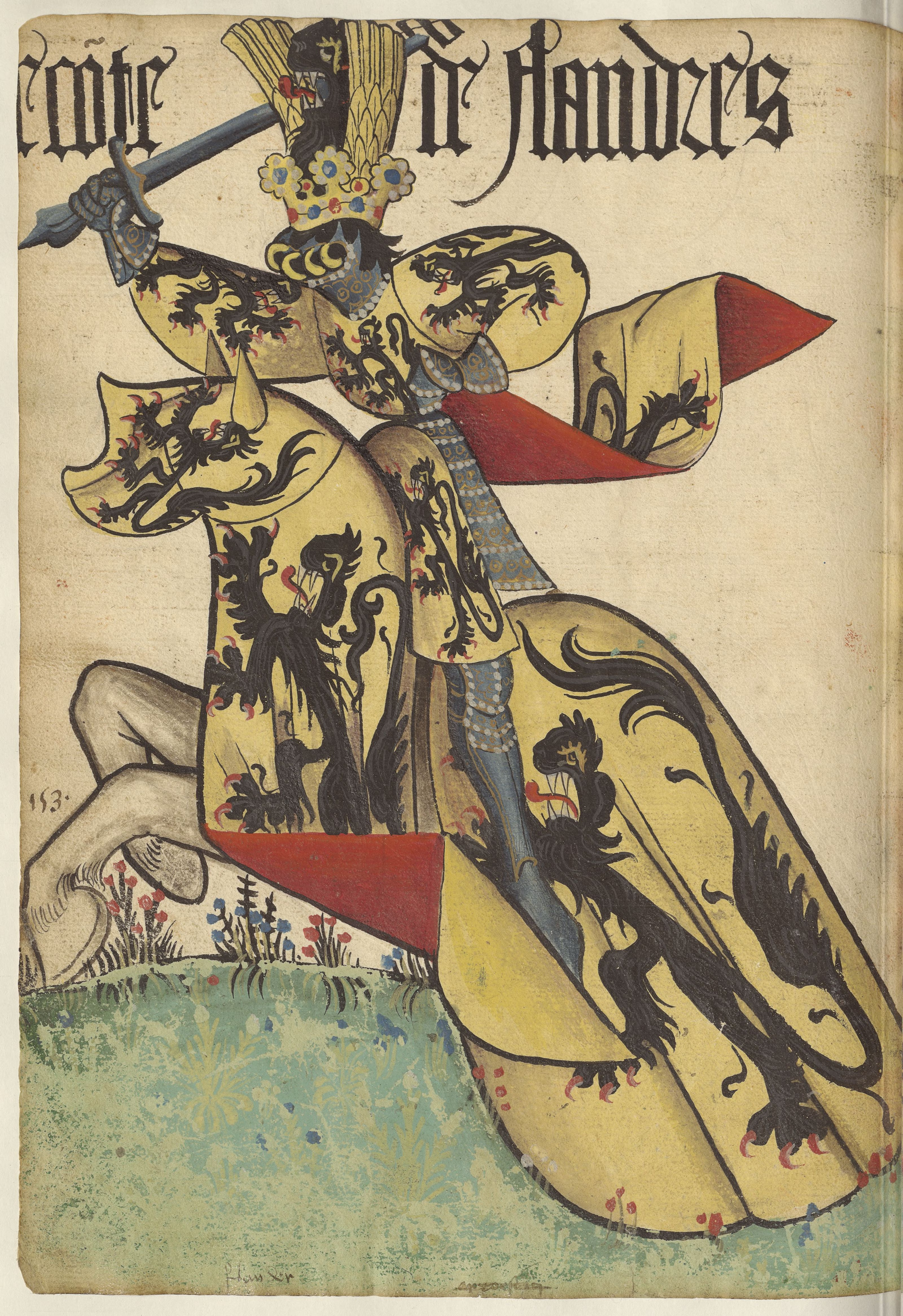
70v. Le comte de Flandre
73v. Le comte d'Artois
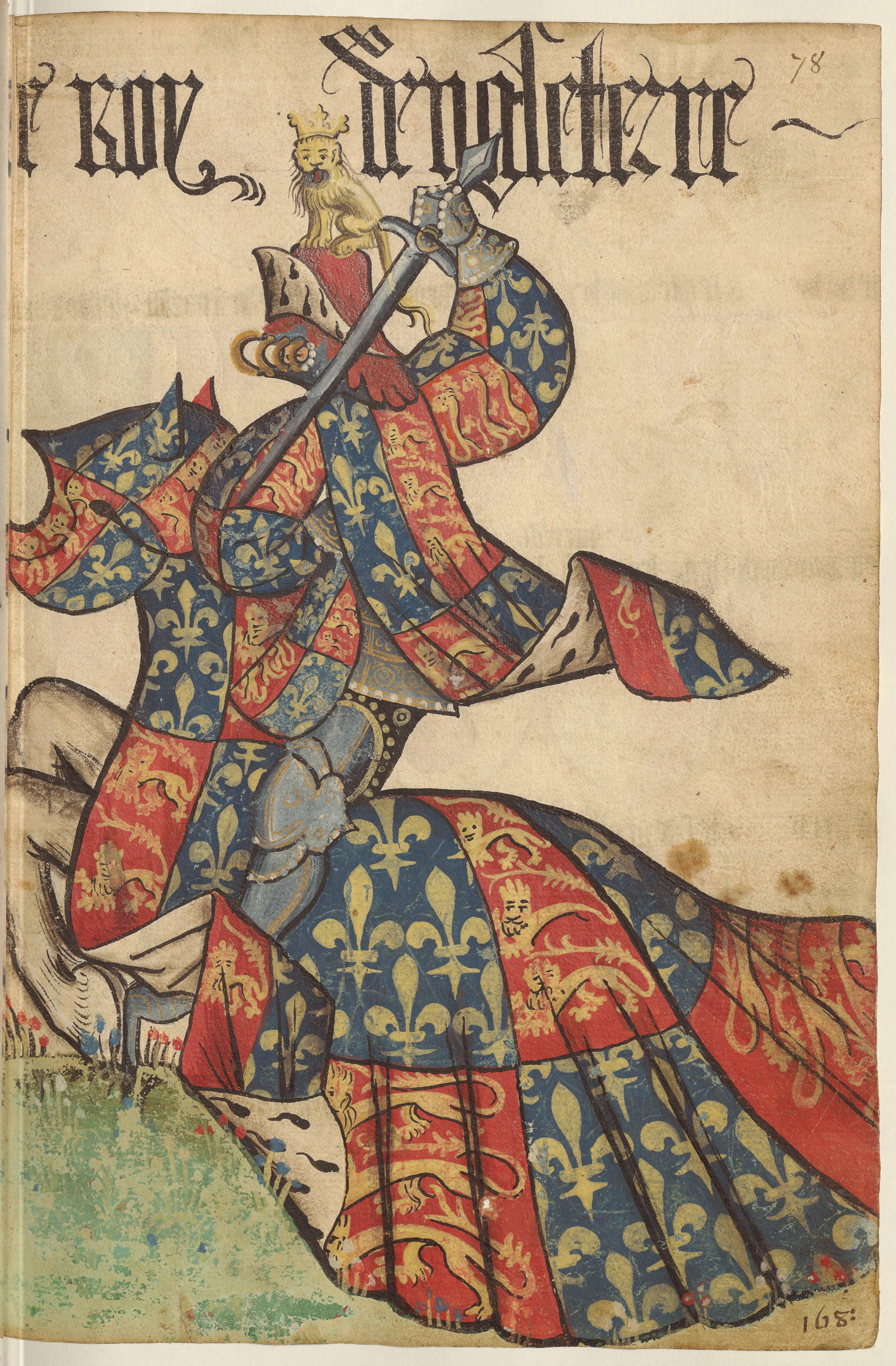
78r. Le roi d'Angleterre
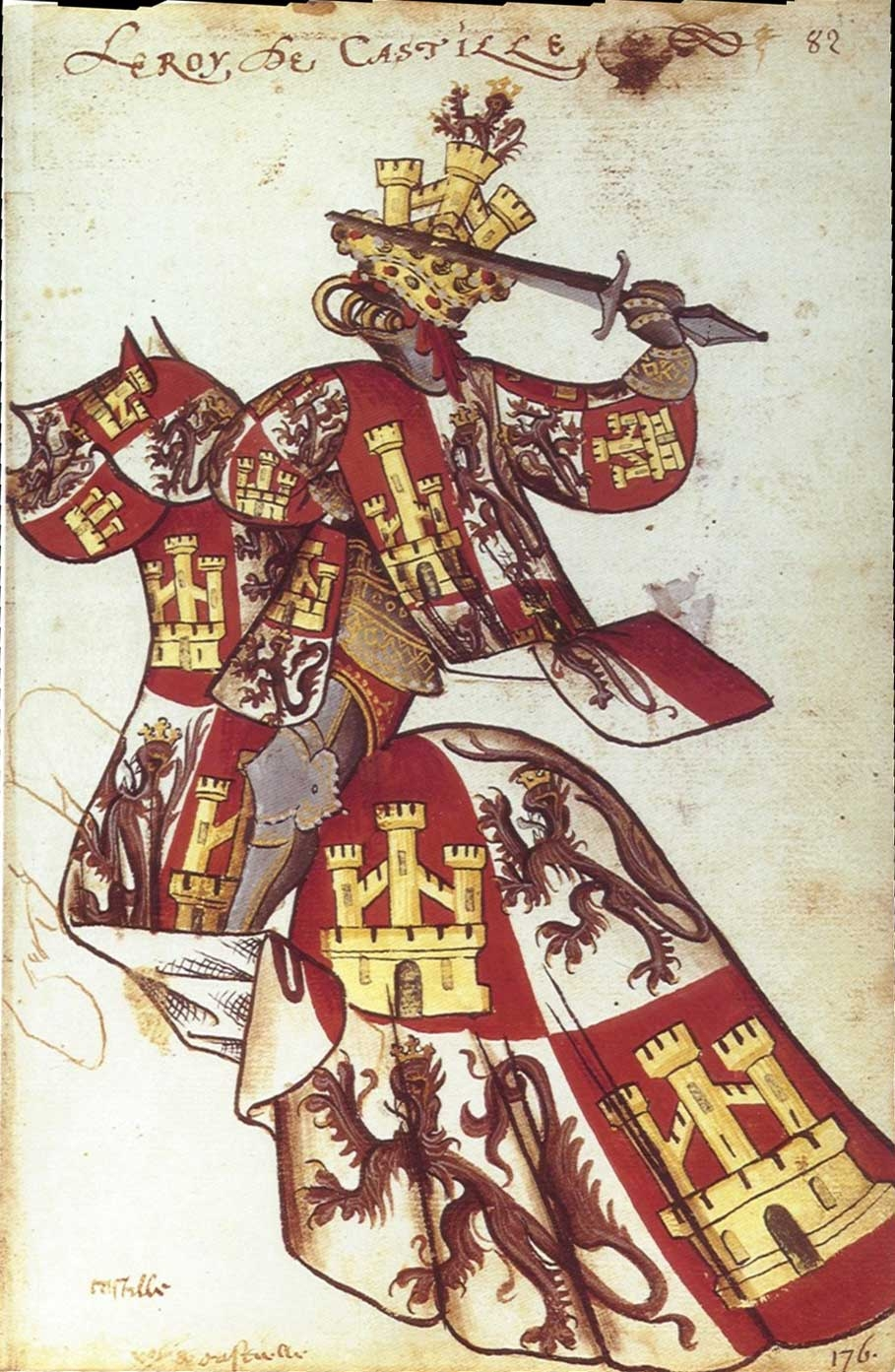
82r. Le roi de Castille
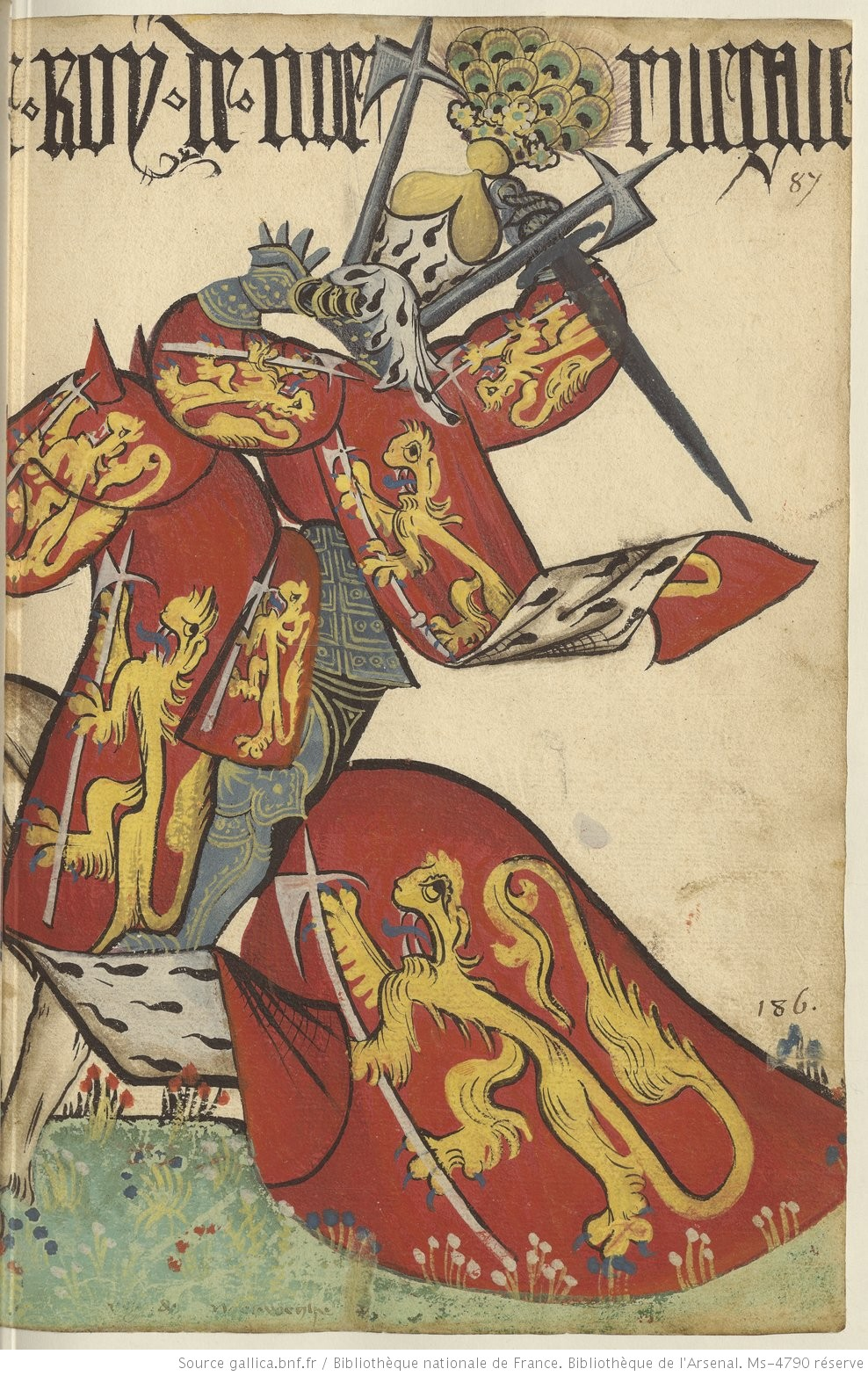
87r. Le roi de Norvège
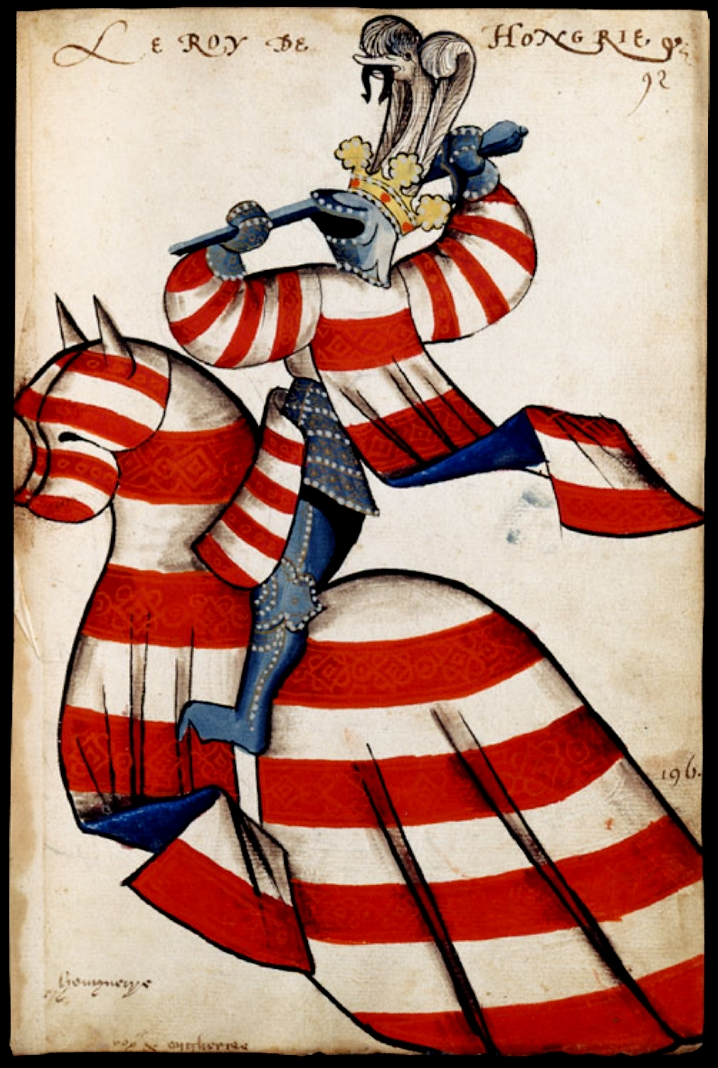
92r. Le roi de Hongrie
97r. Le roi de Bohème
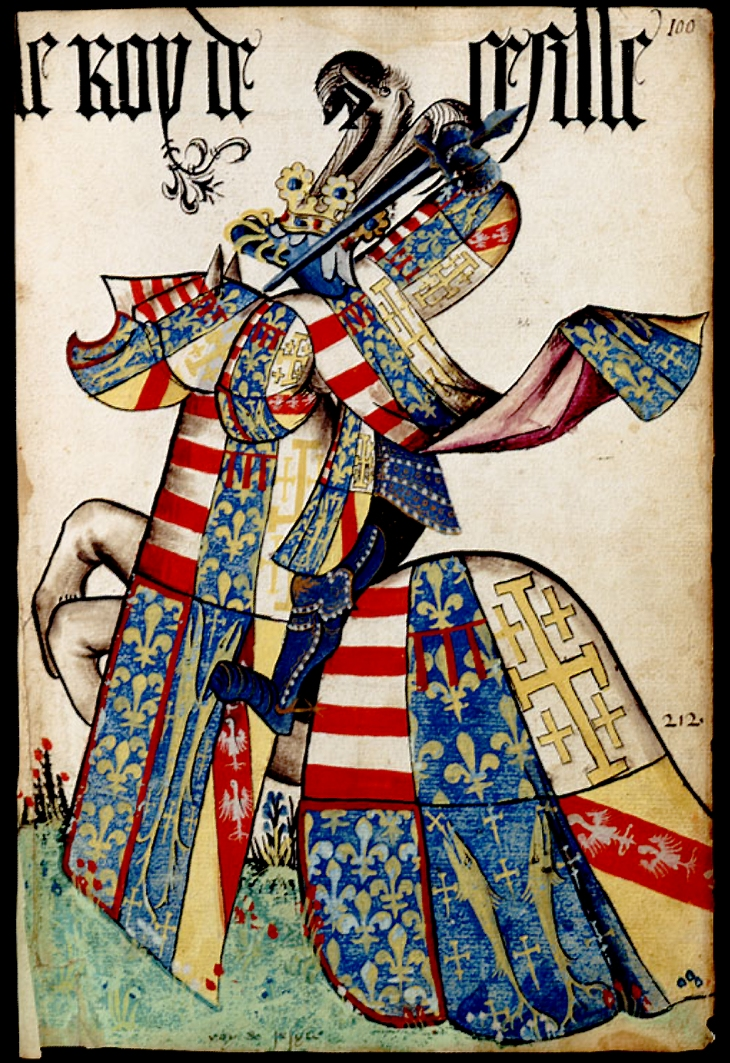
100r. Le roi de Sicile
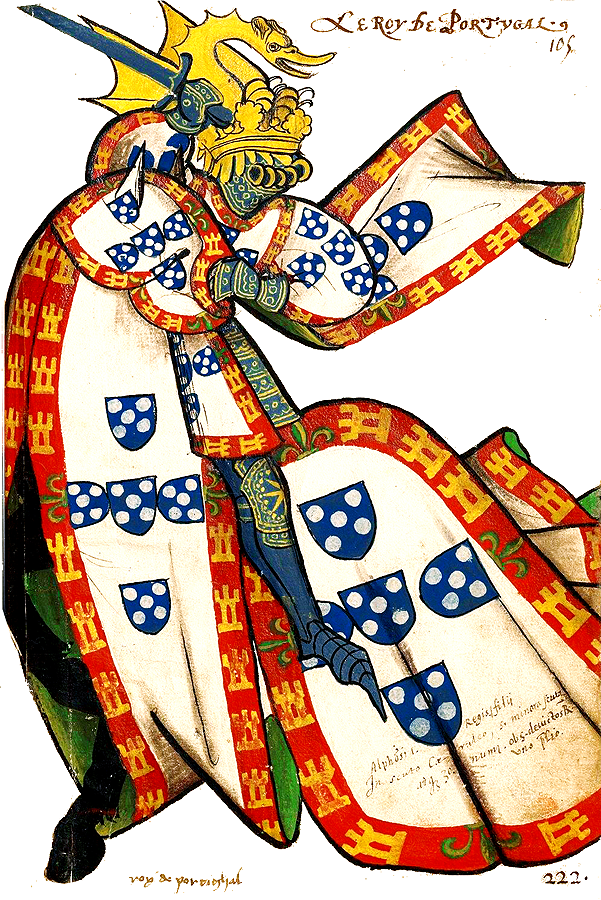
105r. Le roi du Portugal
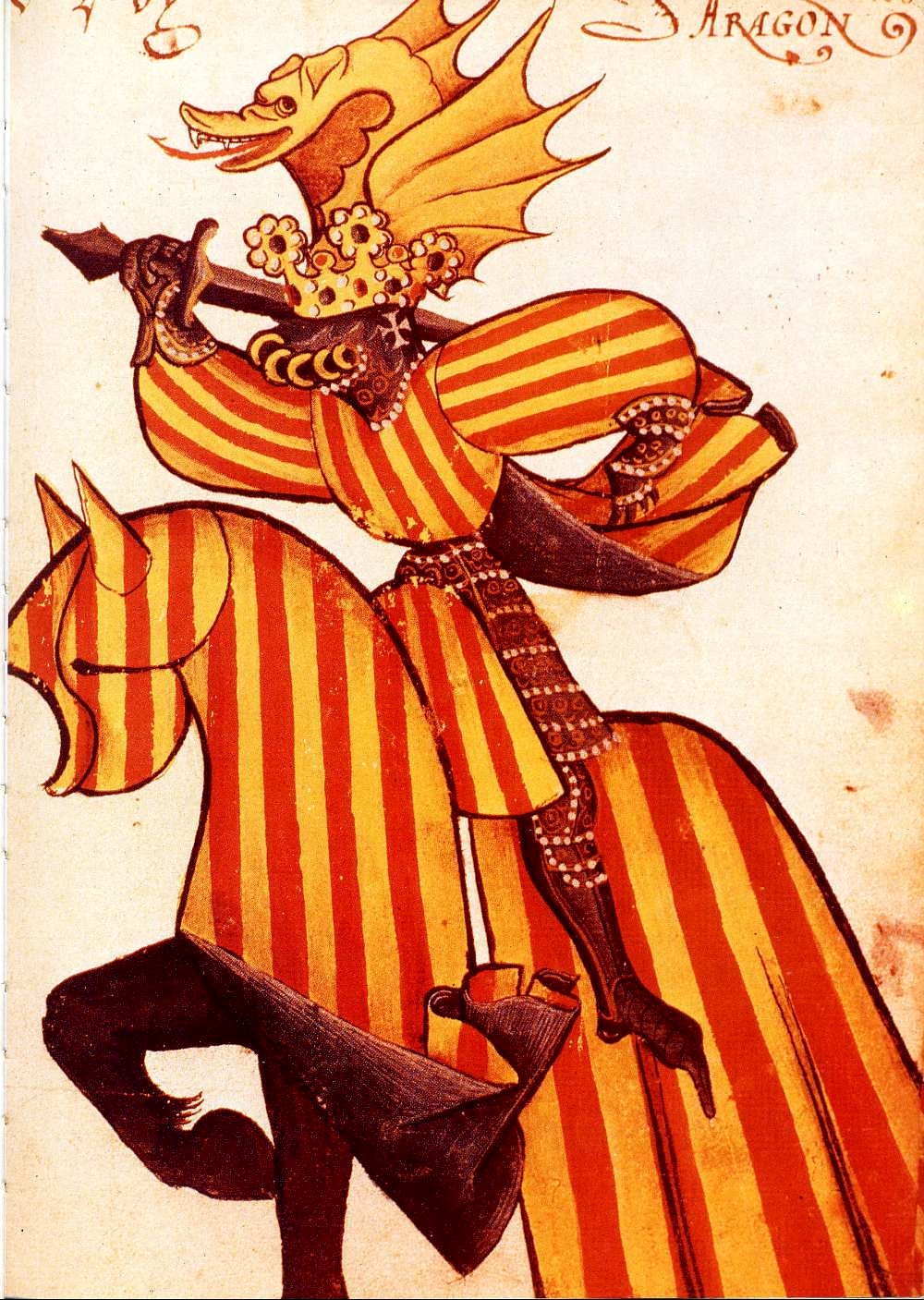
108r. Le roi d'Aragon
115r. Le roi de Navarre
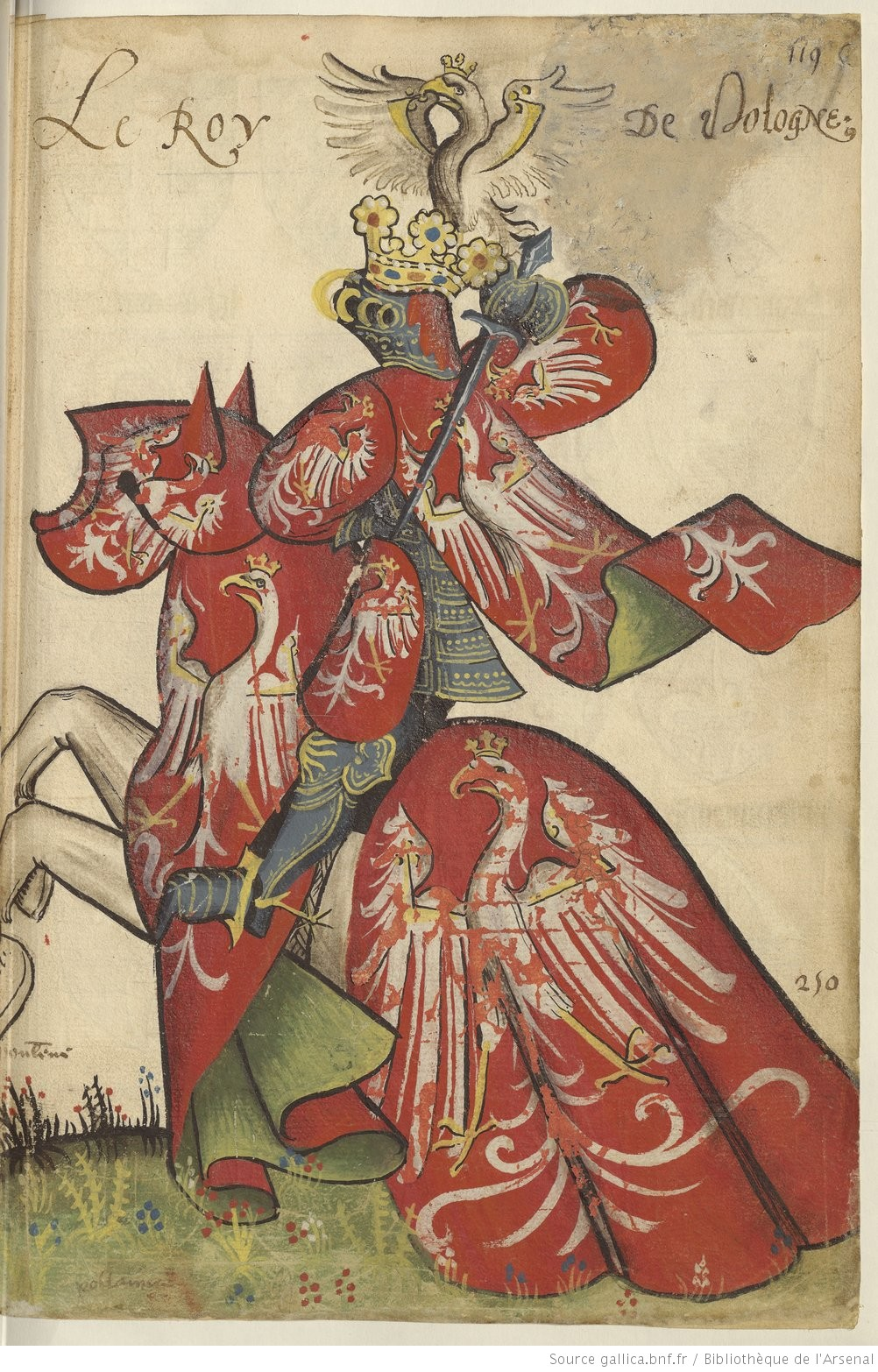
119r. Le roi de Pologne
121v. Le roi de Suède
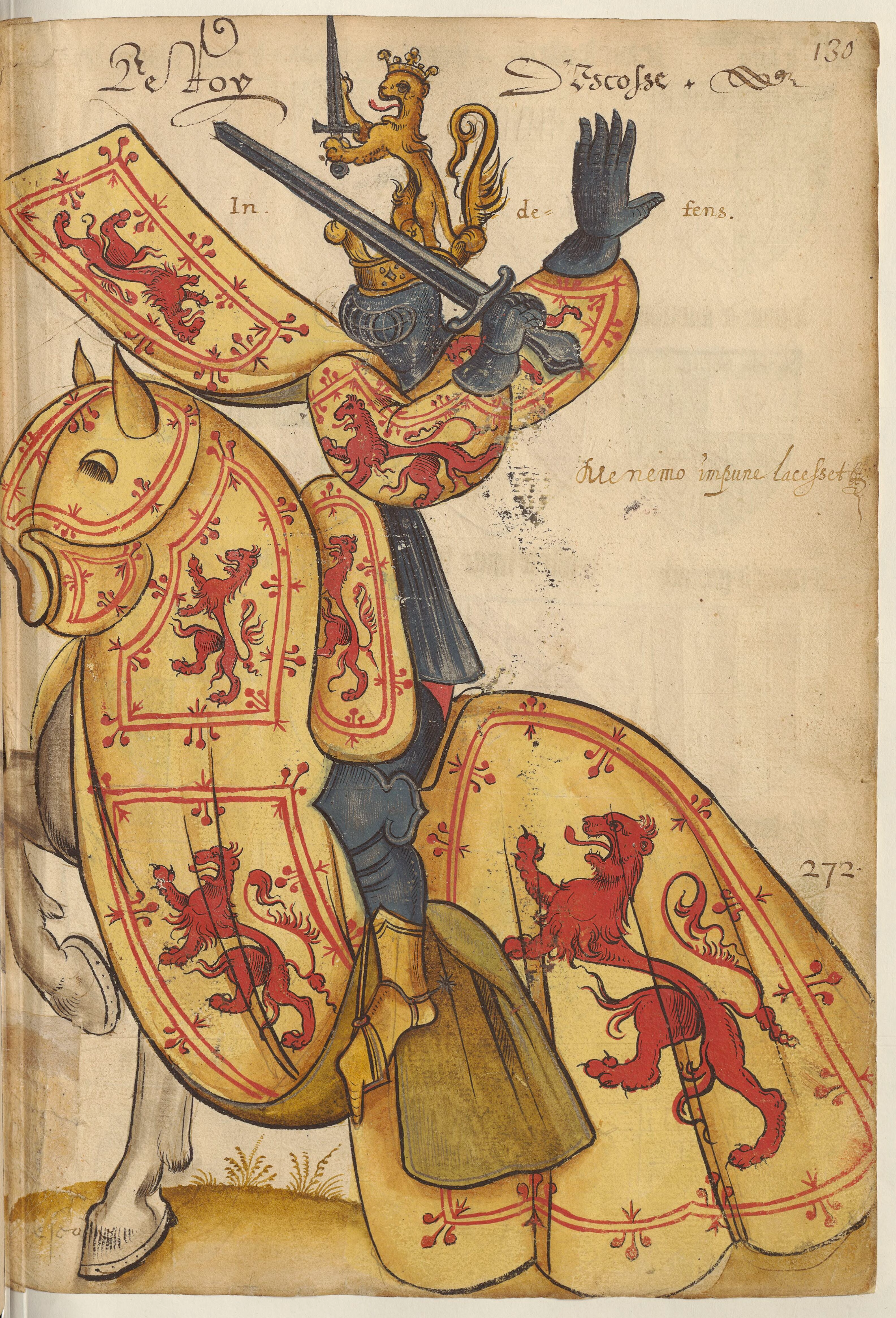
130r. Le roi d'Écosse
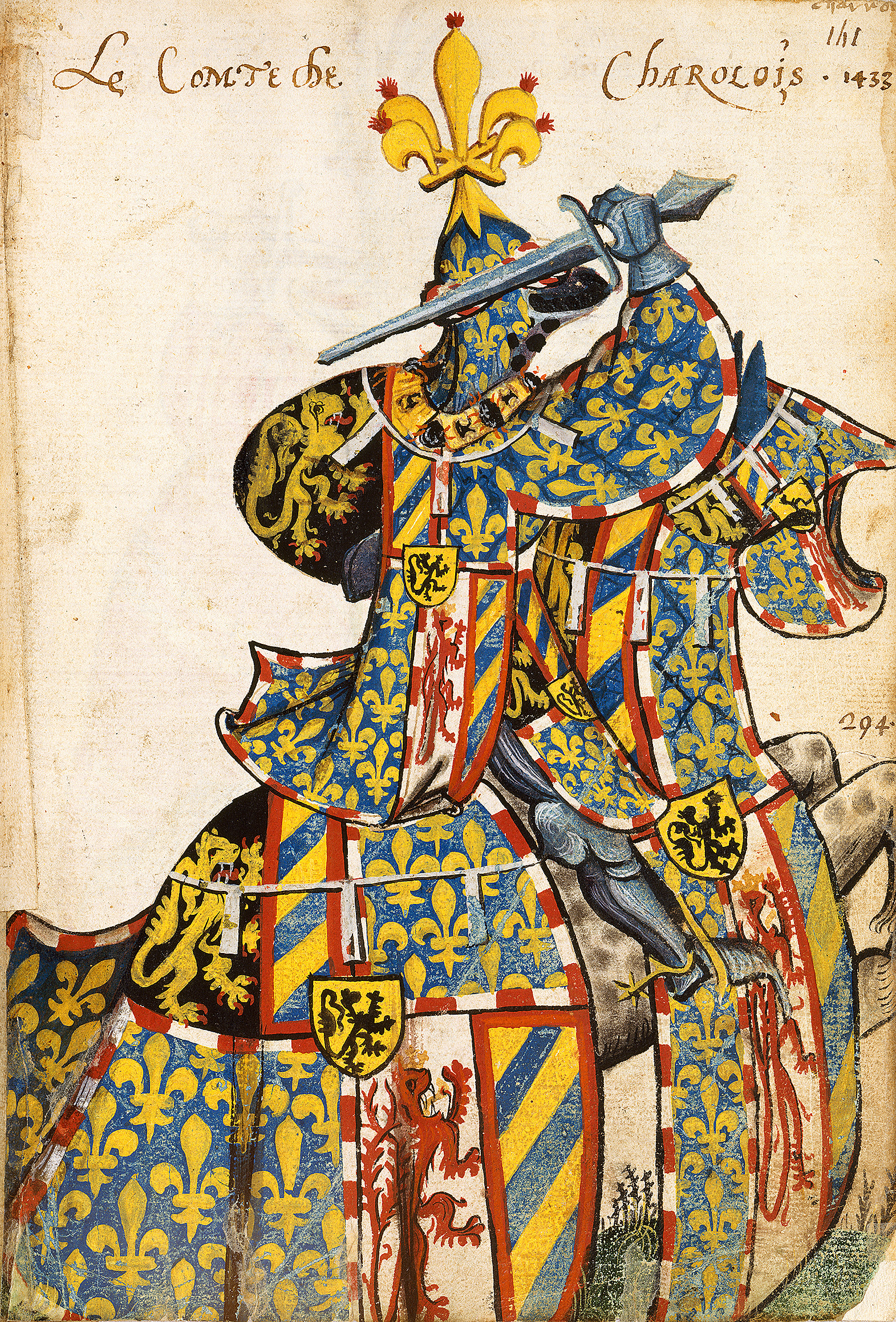
141r. Le comte de Charolais, futur Charles le Téméraire
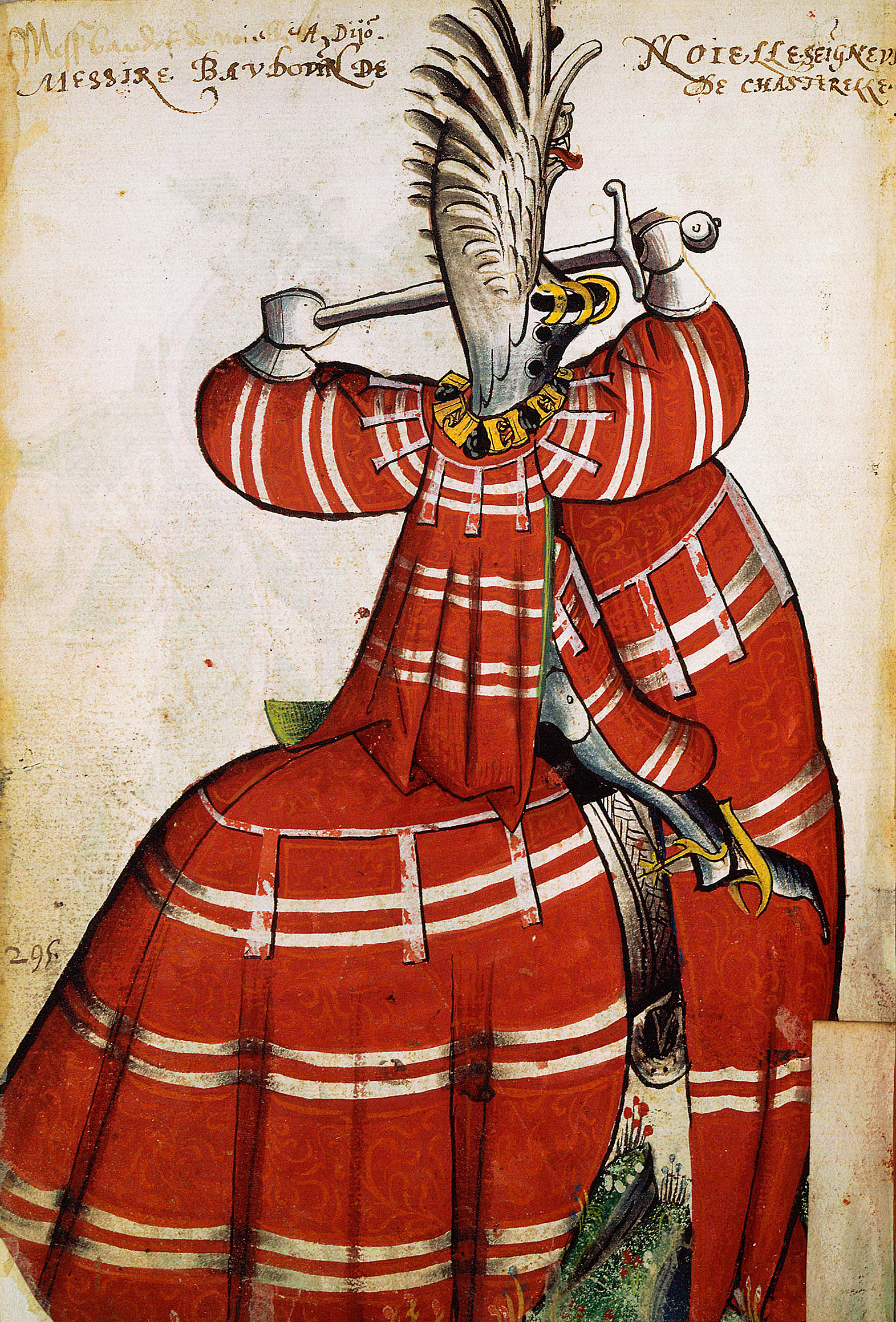
141v. Baudot de Noyelles-Wion (de)
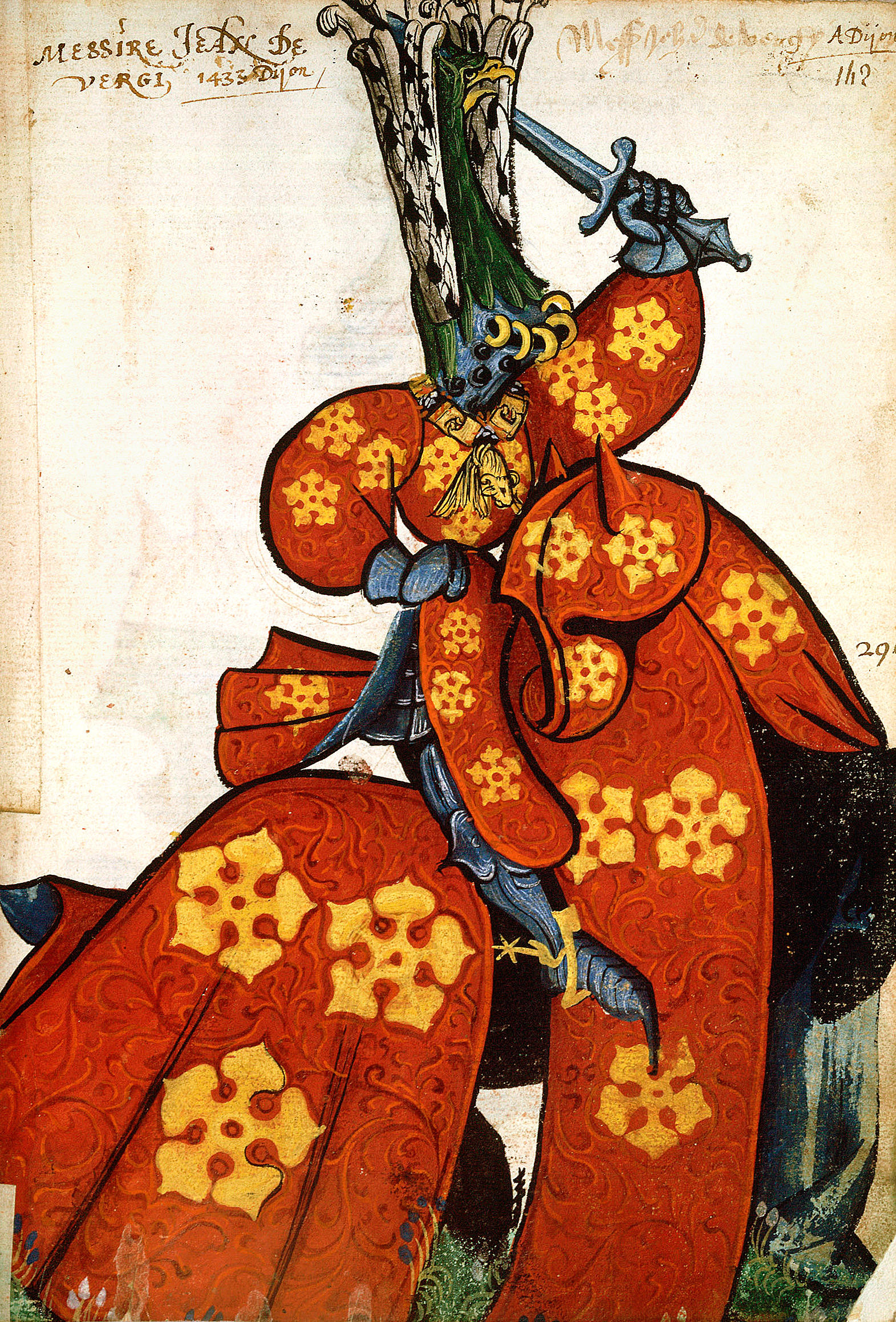
142r. Jean IV de Vergy
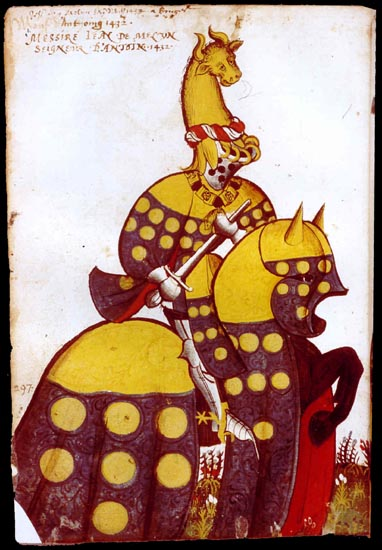
142v. Jean IV de Melun
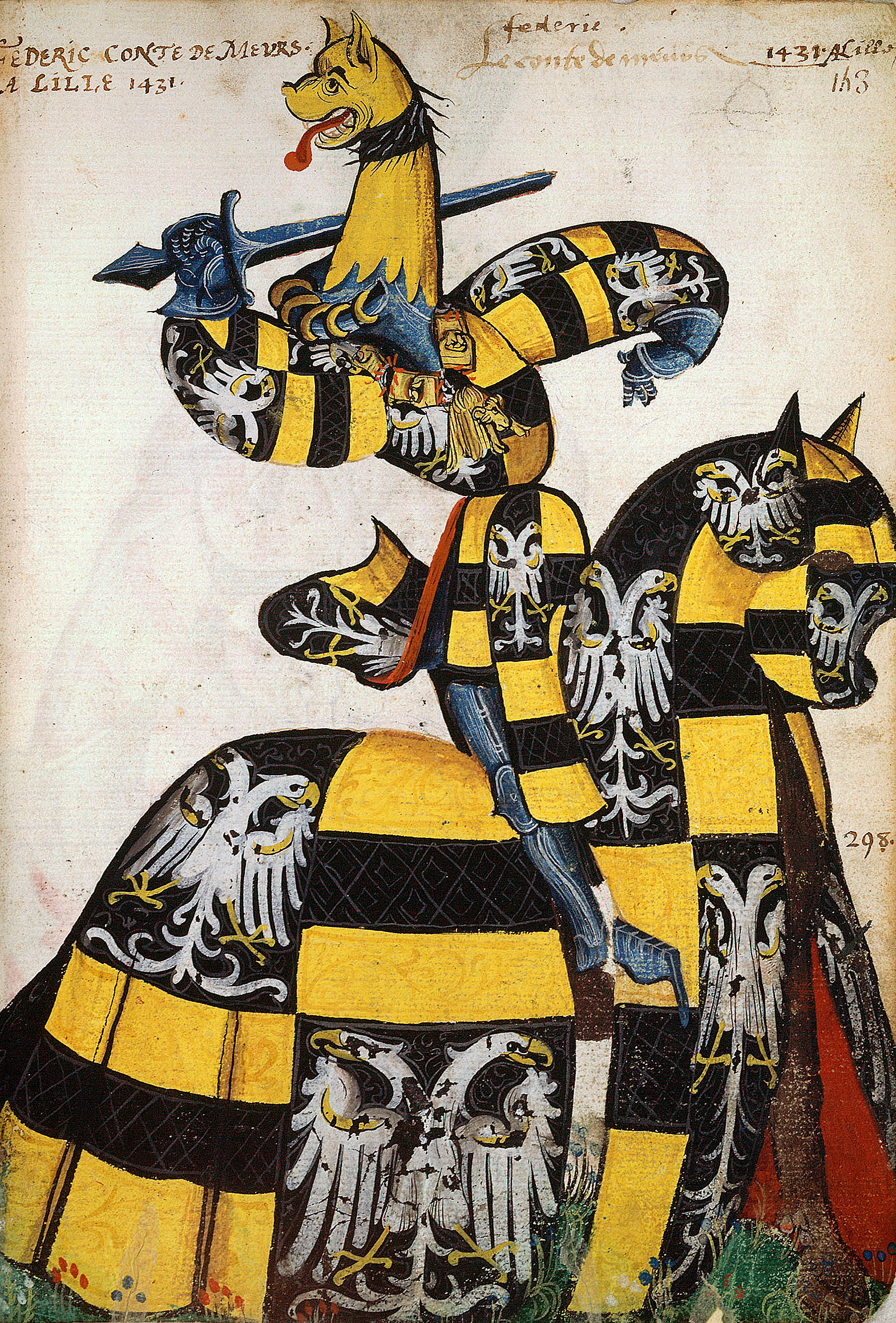
143r. Frédéric IV de Moers
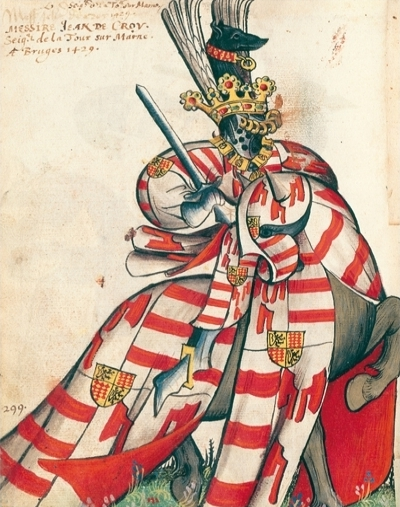
143v. Jean II de Croÿ
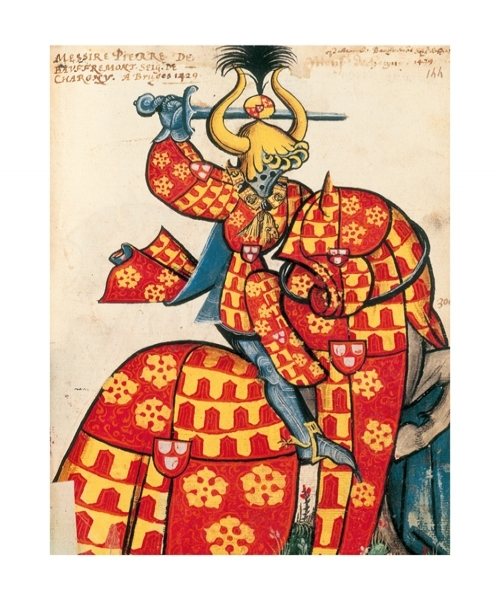
144r. Pierre de Bauffremont
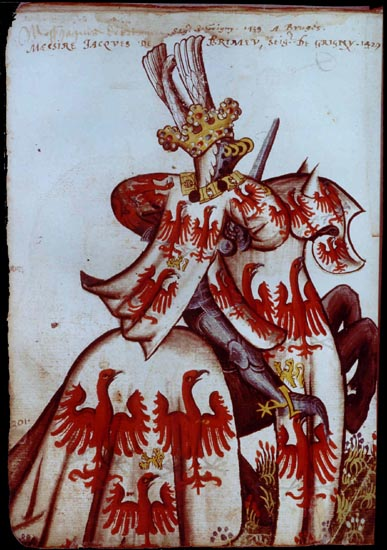
144v. Jacques de Brimeu (de)
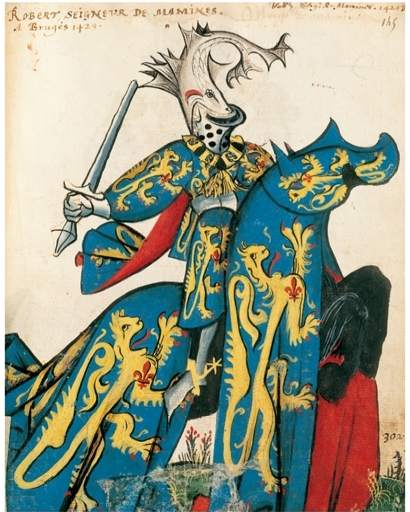
145r. Robert de Masmines
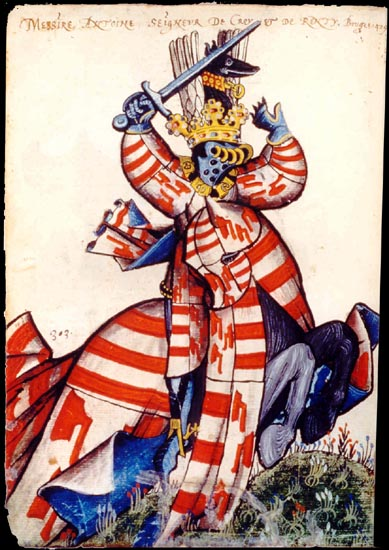
145v. Antoine Ier de Croÿ
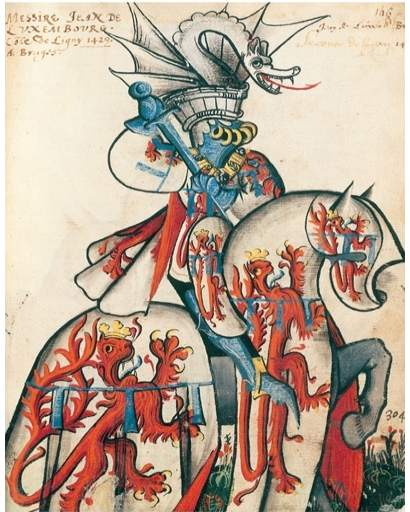
146r. Jean II de Luxembourg-Ligny
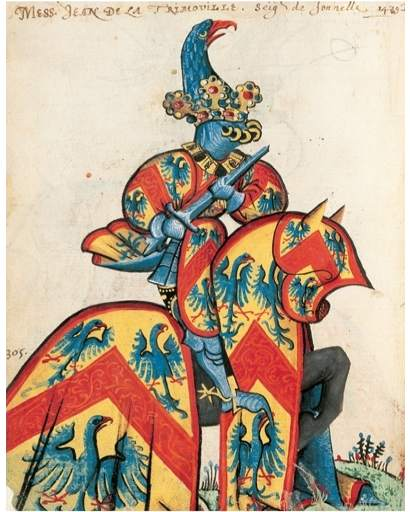
146v. Jean de La Trémoille
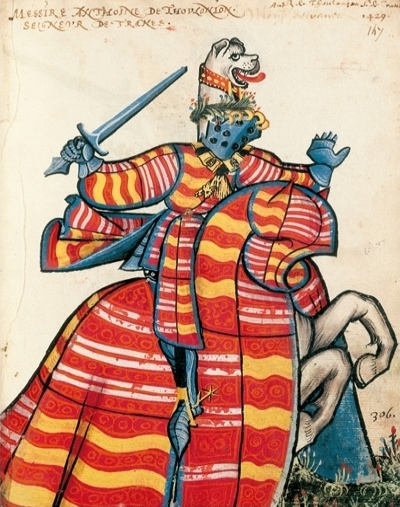
147r. Antoine de Toulongeon
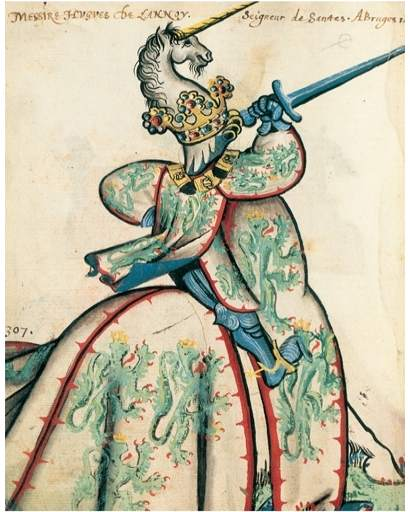
147v. Hugues de Lannoy
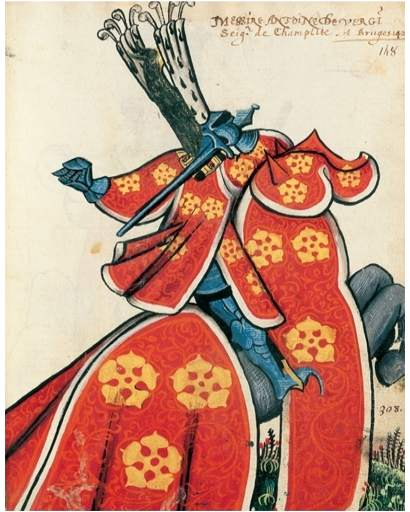
148r. Antoine de Vergy
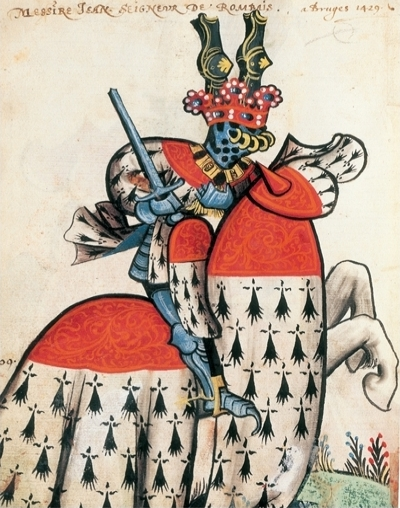
148v. Jean V de Roubaix
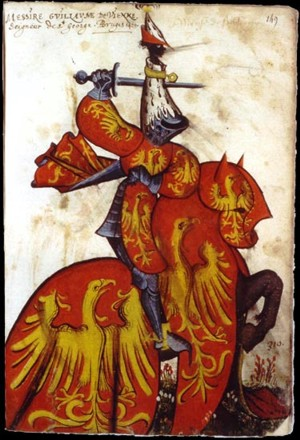
149r. Guillaume de Vienne
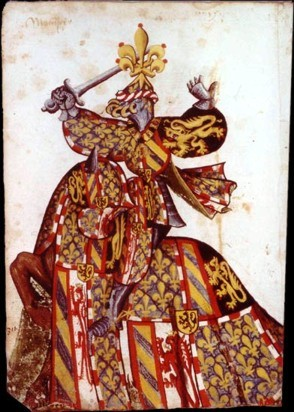
149v. Le duc de Bourgogne, Philippe le Bon
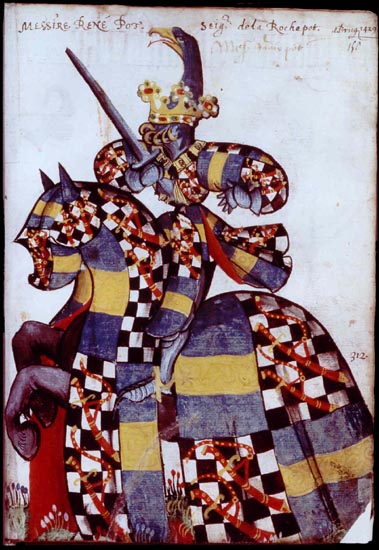
150r. Régnier Pot
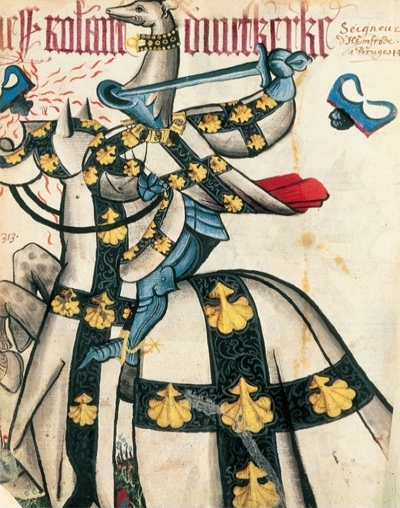
150v. Roland d'Uytkercke
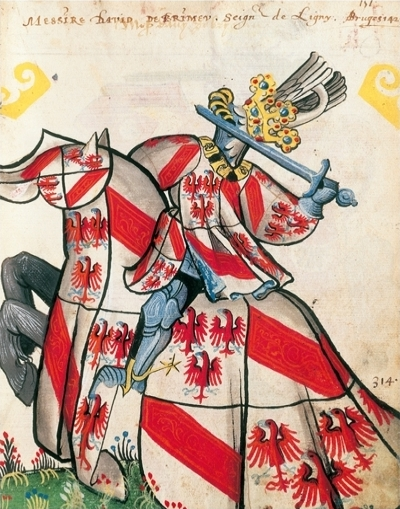
151r. David de Brimeu (de)
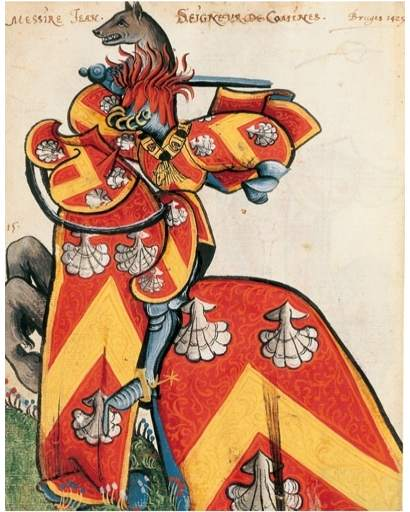
151v. Jean de La Clite
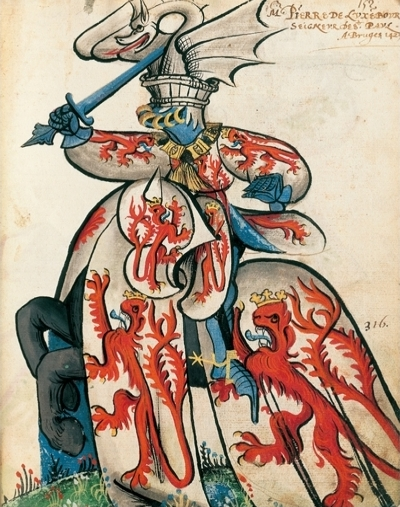
152r. Pierre de Luxembourg
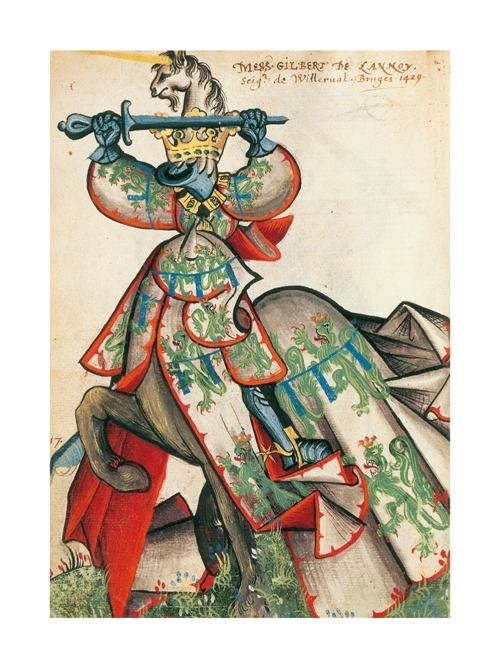
152v. Gilbert de Lannoy
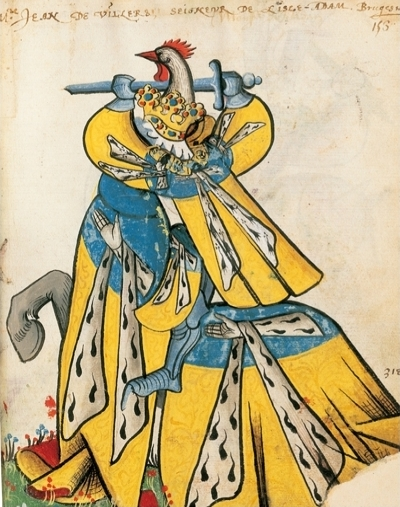
153r. Jean de Villiers de L'Isle-Adam
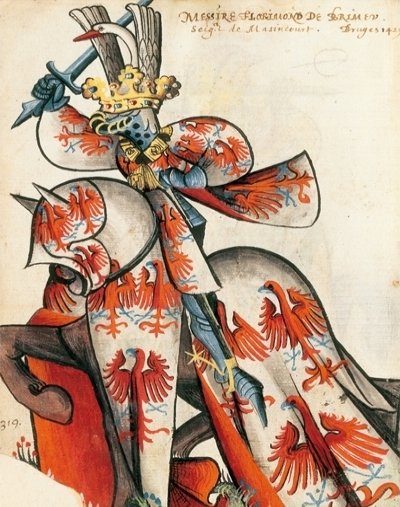
153v. Florimont III de Brimeu (de)
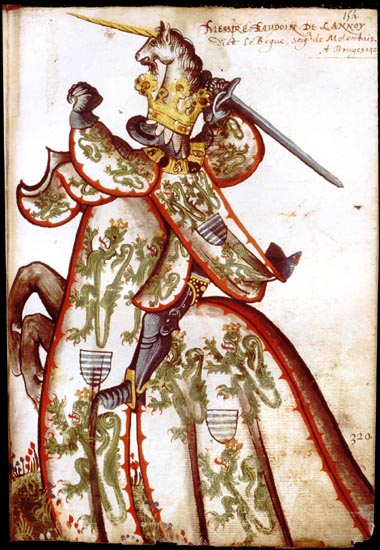
154r. Baudouin de Lannoy
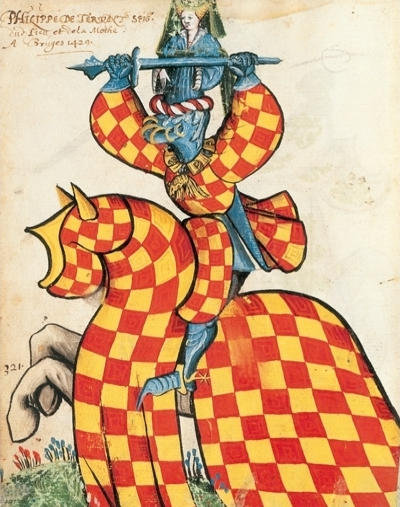
154v.  Philippe de Ternant
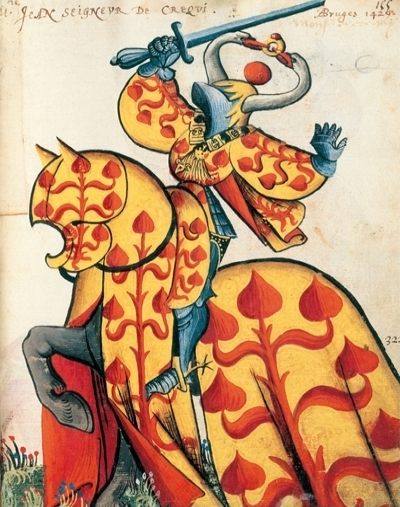
155r. Jean V de Créquy
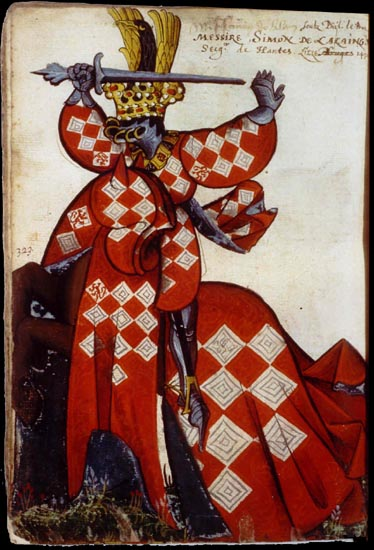
155v. Simon VIII de Lalaing
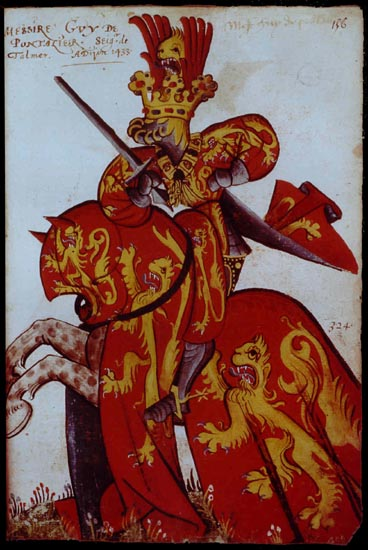
156r. Guy III de Pontailler
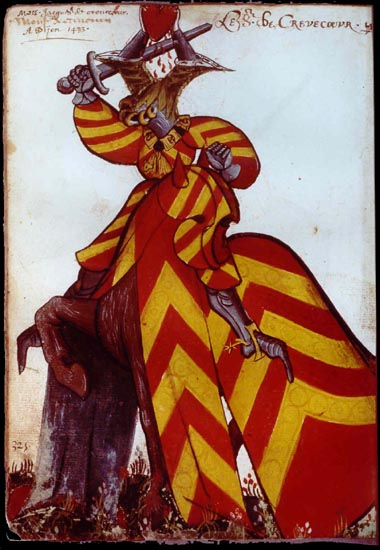
156v. Jacques de Crèvecœur (de)
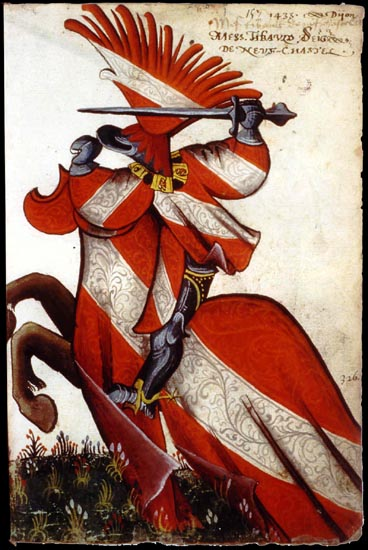
157r. Thiébaut VIII de Neufchâtel
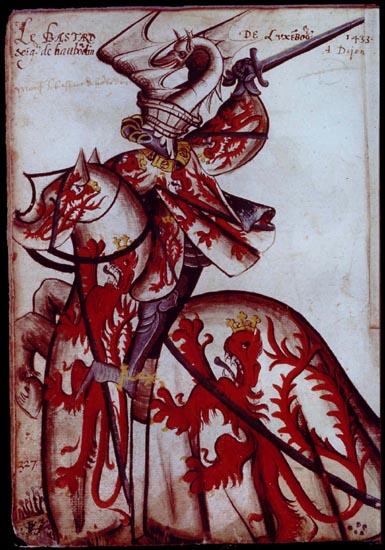
157v. Jean de Luxembourg.

#### Monographies et fac-similés
- Lorédan Larchey, Ancien armorial équestre de la Toison d'or et de l'Europe au 15e siècle : Fac-similé contenant 942 écus, 74 figures équestres, en 114 planches chromotypographiées, reproduites et publiées pour la première fois d'après le manuscrit 4790 de la bibliothèque de l'Arsenal, Paris, Berger-Levrault, 1890, XXVI-292 p.-106 p. de pl. (BNF 33241236, lire en ligne).
- Lorédan Larchey, Costumes vrais : Fac-similé de 50 mannequins de cavaliers en grande tenue héraldique, d'après le manuscrit d'un officier d'armes de Philippe le Bon, duc de Bourgogne, 1429-1467, Paris, E. Plon, Nourrit et Cie, coll. « Monde féodal / Europe, XVe siècle », 1899, XII-102 p. (BNF 32349326).
- Jacques Dubois et Jean Deconinck, Armorial de la Toison d'or, Bruxelles, Le Cimier, 1974.
- Michel Pastoureau et Christian de Mérindol, Chevaliers de la Toison d'or : Portraits équestres du XVe siècle, d'après le manuscrit no 4790 de la Bibliothèque de l'Arsenal, Paris, Le Léopard d'or, 1986 (2e éd. 1999), 154 p. (ISBN 2-86377-007-1).
- Michel Pastoureau et Michel Popoff, Le Grand Armorial équestre de la Toison d'Or (vol. 1 : reprod. en fac-sim. du manuscrit, vol. 2 : introduction, étude et édition), Saint-Jorioz, éditions du Gui, 2001, c. 340 p. et 338 p. (ISBN 2-9517417-0-7).
- Michel Pastoureau et Michel Popoff, L'Univers du blason : L'Armorial de la Toison d'Or, Paris, BNF, Hexagramm et SDI, coll. « L'œil de l'historien », 2003, CD-ROM (ISBN 2-7177-2253-X).
- Michel Pastoureau (préf. Jean-Charles de Castelbajac), Le Grand Armorial équestre de la Toison d'Or (contient une reprod. en fac-sim. du manuscrit), Paris, Seuil et BNF, 2017, 256 p. (ISBN 978-2-02-137325-7 et 978-2-7177-2762-3, présentation en ligne).

#### Articles et chapitres
- Jean-Claude Garreta, « L'Armorial de la Toison d'or », Dossier de l'art, no 44,‎ décembre 1997-janvier 1998, p. 80–89.
- Christian de Mérindol, « Observations sur trois armoriaux de l'ordre de la Toison d'Or » (séance du 9 mai 1984), Bulletin de la Société nationale des antiquaires de France, SNAF,‎ 1986, p. 112–130 et pl. VI–VII (DOI 10.3406/bsnaf.1986.9071, lire en ligne).
- Christian de Mérindol, « Le Grand Armorial équestre de la Toison d'or, le Petit Armorial équestre, l'armorial Gaignières », dans Pierre Cockshaw (dir.) et Christiane Van den Bergen-Pantens (dir.), L'ordre de la Toison d'or de Philippe le Bon à Philippe le Beau (1430-1505) : Idéal ou reflet d'une société ? (catalogue de l'exposition à la Bibliothèque royale de Belgique, Bruxelles, 1996), Bruxelles, Brepols  et Bibliothèque royale de Belgique, 1996, 255 p. (ISBN 2-503-50535-X, HAL hal-03303789), p. 56–61.
- Michel Pastoureau, « Le Grand Armorial équestre de la Toison d'or », Revue de la Bibliothèque nationale, BNF, no 8,‎ juin 1983, p. 34–38.